# Robert Cohan
Robert Paul Cohan (27 de marzo de 1925-13 de enero de 2021) fue un bailarín, coreógrafo británico nacido en Estados Unidos y director artístico fundador de The Place, London Contemporary Dance School y London Contemporary Dance Theatre (LCDT), que dirigió durante 20 años. Recibió la Orden del Imperio Británico.

## Biografía
Robert Cohan nació en 1925 en Brooklyn, Nueva York en una familia judía.
Ingresó a la compañía de Martha Graham (Martha Graham Dance Company) en 1946, convirtiéndose en una de sus parejas de baile habituales y más tarde maestro en su escuela de baile. Se fue en 1957 pero regresó en 1962, ascendiendo a codirector en 1966. Se fue en 1969 para fundar el London Contemporary Dance Group, con sede en el Adeline Genée Theatre en East Grinstead, después de haber fundado The Place en Londres, en 1967.
En 1989 Cohan se jubiló, aunque desde entonces trabajó de forma intermitente. Cohan vivía en Francia. Fue nombrado Knight Bachelor en 2019 por sus servicios a la danza.